# Kazuya Konno
Kazuya Konno (紺野 和也?, Konno Kazuya; Saitama, 11 luglio 1997) è un calciatore giapponese, centrocampista dell'Avispa Fukuoka.

## Palmarès

### Club

#### Competizioni nazionali
- Coppa J. League: 2

FC Tokyo: 2020
Avispa Fukuoka: 2023

### Nazionale
- Universiade: 1

2019